# La Esperanza (Tunja)
La Esperanza es una de las 10 veredas que conforman la zona rural de la ciudad colombiana de Tunja. Cuenta con una población de 127 personas en 2011

## Educación
Cuenta con la sede rural escuela la Esperanza, que presta los servicios de básica primaria, y que a su vez pertenece a la Institución Educativa Gustavo Rojas Pinilla de Tunja

## Historia
En sus inicios, los predios que conforman esta hermosa vereda; pertenecieron  a una gran hacienda, que junto con lo que hoy es El_Porvenir_(Tunja) y parte de Tras_del_Alto fueron de propiedad de doña Tita de Urdaneta, que con el tiempo sus mismos empleados fuesen adquiriendo los  terrenos por medio de pagos en trabajos dentro de la misma hacienda en pro de su propietaria, pagos que deberían finiquitarse hasta el cumplimiento de este, y así con el tiempo los que fueron sus primeros habitantes fueron adquiriendo los predios, y por consecuente se disolvió la gran hacienda dando origen a esta vereda.

## Religión
De confesión católica, se encuentran adheridos a la Parroquia de Nuestra Señora del Carmen